# Chicoutimi
Pour l’article homonyme, voir Chicoutimi (homonymie).
Chicoutimi est l'un des trois arrondissements urbains de la ville de Saguenay, au Québec (Canada). Il est en fait l'arrondissement central de la ville ainsi que le plus populeux et le plus dense. Produit des réorganisations municipales québécoises de 2002, il englobe le territoire des anciennes villes de Chicoutimi et de Laterrière et une partie de l'ancienne municipalité de Canton Tremblay. Le nom fait aussi référence à un secteur de l'arrondissement dont le territoire est coextensif avec celui de l'ancienne ville.
Situé à la confluence des rivières Chicoutimi et Saguenay, Chicoutimi, principal centre urbain du Saguenay–Lac-Saint-Jean, rassemble une population de 69 004 habitants. Les habitants se nomment Chicoutimiens et Chicoutimiennes.
La ville, tout en gardant une vocation commerciale confirmée par l’arrivée des centres commerciaux au cours des années 1970, fait office de centre institutionnel de la région. L’économie de l’arrondissement repose principalement sur le Centre intégré universitaire de santé et de services sociaux du Saguenay-Lac-St-Jean, l’Université du Québec à Chicoutimi, le Cégep de Chicoutimi, les centres de recherche, mais aussi sur l’usine Rio Tinto de Laterrière. Les arts et la culture occupent une place prépondérante avec près de 150 attraits culturels (galeries, musées, centres d'artistes, œuvres d'art publiques, salles de spectacles, cafés et restaurants culturels) regroupés dans le centre-ville, désignés sous le nom de Croissant culturel de Chicoutimi.

## Toponymie

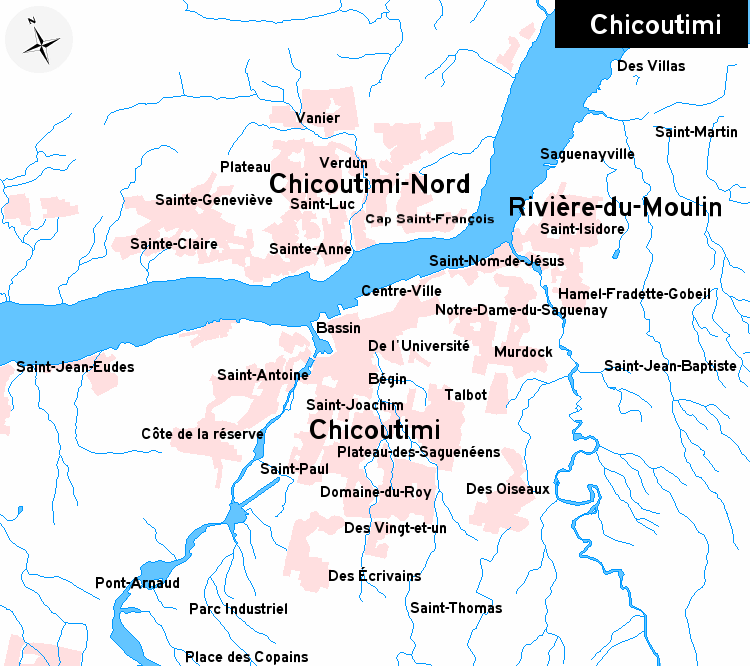
Avant d'être un arrondissement de Saguenay, Chicoutimi était une municipalité.

En langue innu aimun eshko-timiou signifie « jusqu'où c'est profond ». Chicoutimi, d'après l'évêque Louis-François Laflèche, serait composé des mots cris ishto, jusque-là, et timew, c’est profond. Shekotimiu, dit le père Charles Arnaud, veut dire les eaux sont profondes comparées aux autres rivières. Le vocable autochtone, considéré comme descriptif, désignait déjà un lieu géographique avant toutes tentatives d'établissement. L'endroit constituait, ce qu'il est convenu d'appeler, « la tête de la navigation en eau profonde » sur le Saguenay.
Chicoutimi, écrit à son tour le père Louis Babel, a dû être tiré de la langue montagnaise et non pas de la langue des Cris qui vivent dans le Nord-Ouest. Le mot Chicoutimi vient des deux mots montagnais tcheko (enfin), timi (profond). Les autochtones, descendant du lac pour se rendre à Tadoussac, en arrivant au bas de la battue, devaient naturellement pousser ce cri : « oh! Tcheko timi », enfin c’est profond, le t se faisant très peu sentir a disparu par l'usage. Quant à la terminaison mis, mits, mitch, elle ne change pas le nom ; elle indique seulement le locatif. Ainsi on peut écrire de différentes façons le nom de la ville, ex : la ville de Chicoutimi, je vais à Chicoutimits, je reviens de Tchekotimits.
Si l'origine autochtone est incontestée malgré les possibles variétés dialectales, l'évolution récente qui a engendré la forme actuelle, à la fois prononciation et écriture, est complexe. On trouve le mot Chicoutimi écrit sous treize manières dans divers ouvrages : Chegoutimy, Chekoutimy, Chicoutimimy, Chagoutimi, Chakoutimich, Chikoutimi, Chekoutimich, Chikoutimitch, Chegoutimi, Shekatimi, Shegutimi, Checoutimi et Chicoutimi, universellement reçu aujourd’hui.

## Géographie

### Territoire de Chicoutimi

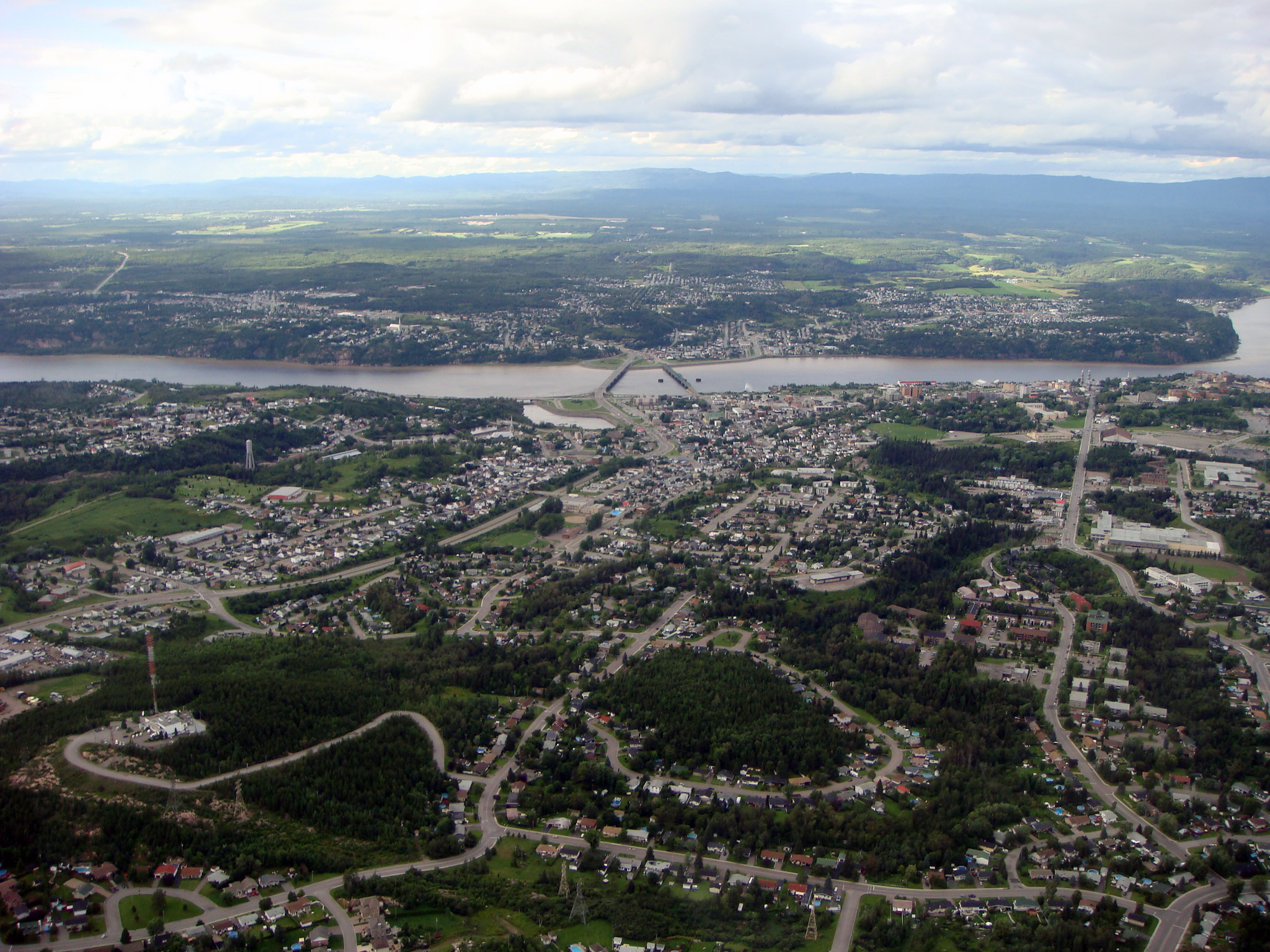
Vue aérienne de Chicoutimi.

Anciennement délimité par Jonquière à l’ouest, La Baie à l’est, Laterrière au sud et Canton Tremblay au nord, le territoire de la ville de Chicoutimi couvrait une superficie de 157 km2 avant les fusions municipales de 2002. Résultant lui-même d’une fusion avec les anciennes municipalités de Chicoutimi-Nord et Rivière-du-Moulin, l’actuel territoire de Chicoutimi s’étend dans les plateaux des bassins des rivières Chicoutimi et du Moulin en périphérie. Le centre de la ville, escarpé sur les rives nord et sud des vestiges les plus occidentaux du fjord du Saguenay, descend jusqu’à la rivière et forme une petite vallée sur chacune des rives, au sud, en aval de la rivière Chicoutimi, pour former le quartier du Bassin, le Centre-ville de Chicoutimi et au nord pour former le creux dans lequel le centre de Chicoutimi-Nord se retrouve entouré par des quartiers en hauteur.

### Secteurs et quartiers de l'arrondissement de Chicoutimi
Les quartiers du secteur Chicoutimi, selon leur emplacement dans les anciennes villes fusionnées en 1976.
| Chicoutimi | Chicoutimi-Nord                                           | Rivière-du-Moulin                                             | Paroisse de Chicoutimi                                                                                     |
| --- | --------------------------------------------------------- | ------------------------------------------------------------- | --- |
| - Bassin (Sacré-Cœur, St-Joachim et Christ-Roi) - Centre-ville (St-François-Xavier) - Notre-Dame - Murdock - Val-de-Grâce - St-Paul - Côte St-Antoine (Chemin De La Réserve) - Jardins-Talbot - Plateau-des-Saguenéens - Des Oiseaux - Des Écrivains (aux pieds du Mont Ste-Claire) - Domaine-Du-Roi - Hamel-et-Fradette | - Ste-Anne - Ste-Claire - St-Luc - Vanier - Ste-Geneviève | - Saint-Nom-de-Jésus - Saint-Isidore - Gobeil - Saguenayville | - rang Sainte-Famille - rang Saint-Jean-Baptiste - rang Saint-Joseph - rang Saint-Martin - rang Saint-Roch |

Même si le quartier Hamel et Fradette se trouvait adjacent au quartier Saint-Isidore de Rivière-du-Moulin, il était néanmoins un quartier de l'ancienne ville de Chicoutimi. Gobeil a été le dernier quartier à voir le jour à Rivière-du-Moulin.

### Relief

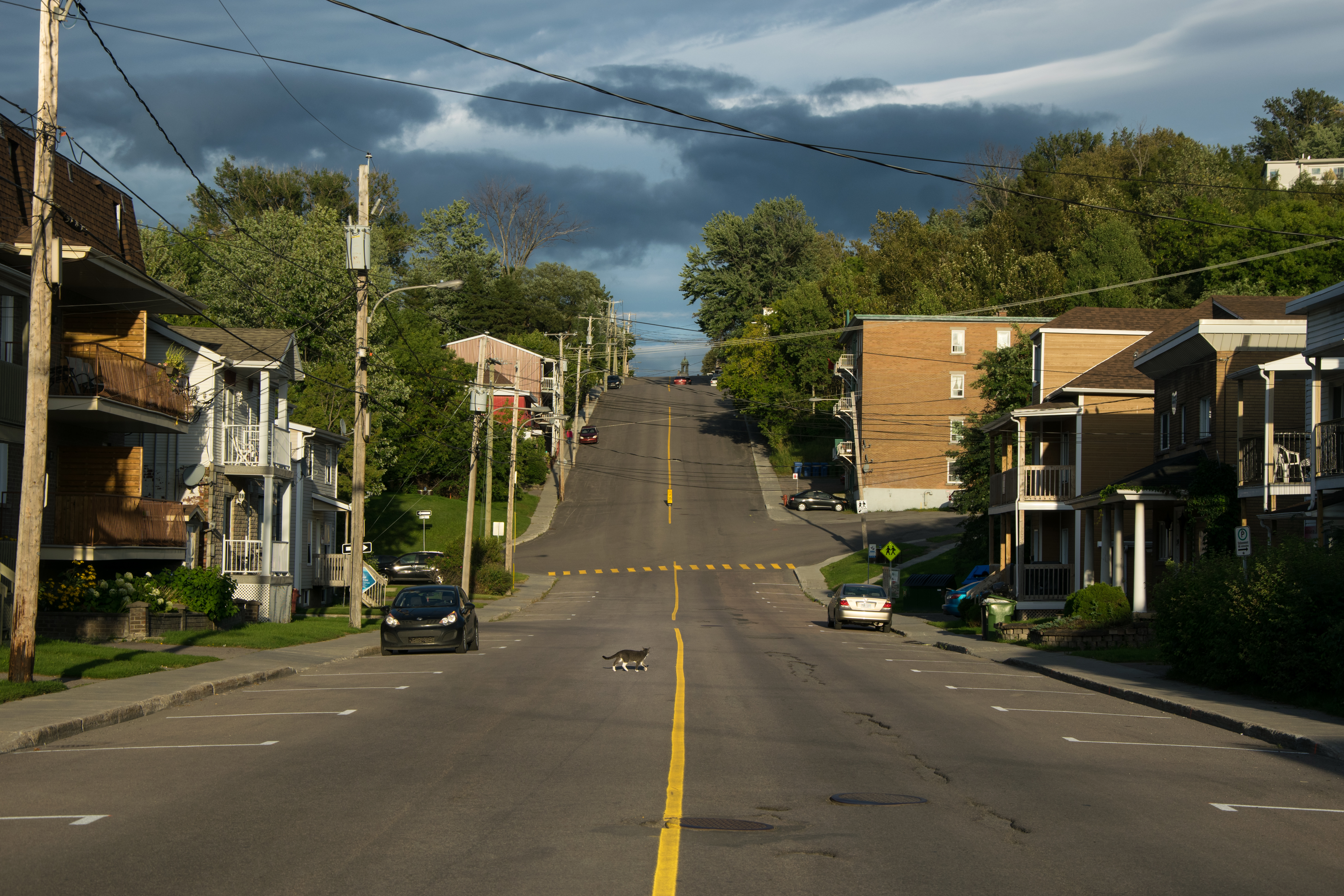
La rue Price à Chicoutimi.

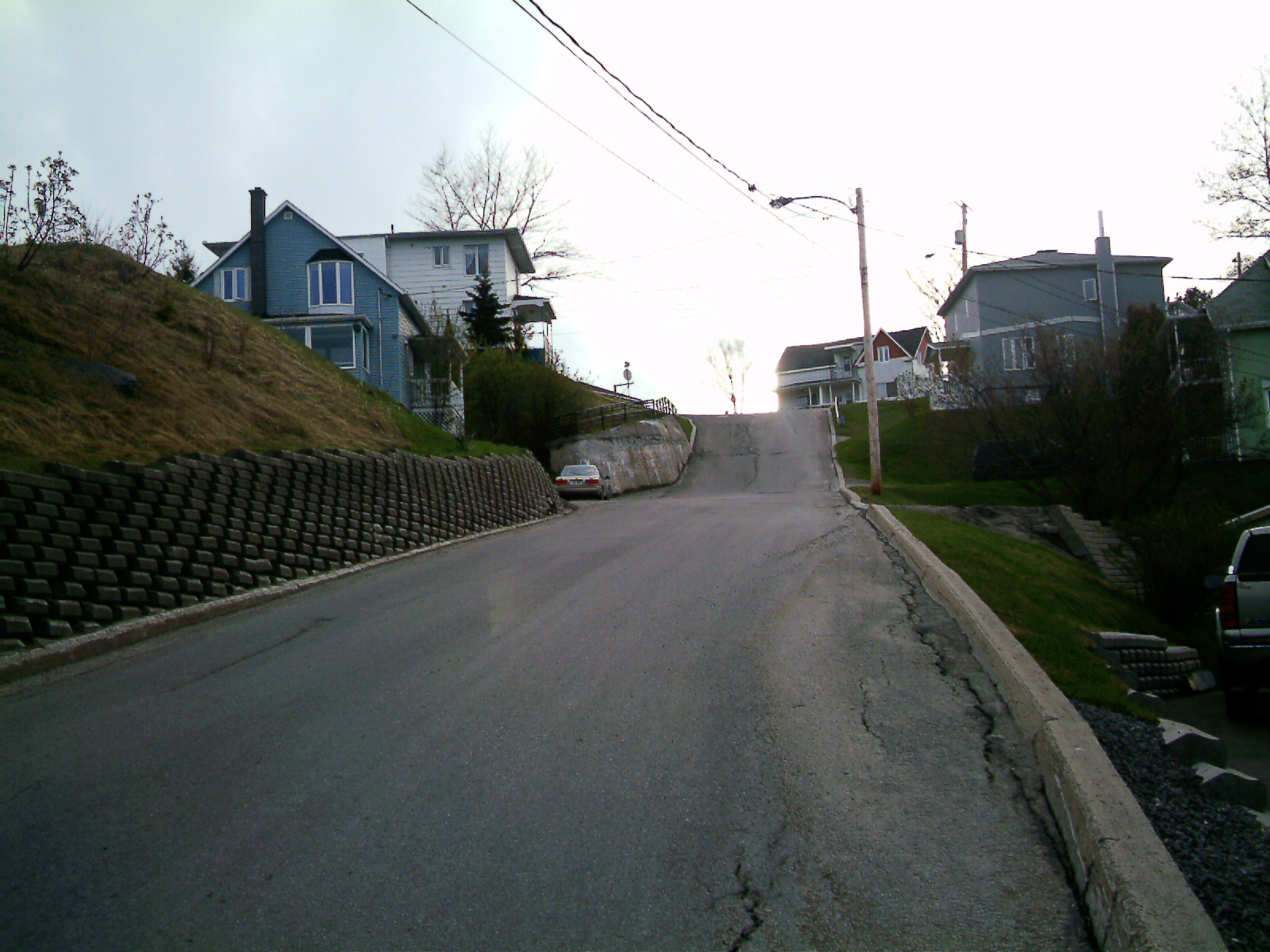
Côte de la rue St-Léon.

Situé dans une zone fortement déprimée connue sous le nom des basses-terres du Saguenay, entre le plateau des Laurentides et le plateau du Labrador, le territoire de Chicoutimi présente un relief abrupt. Le relief de la ville est principalement composé de microreliefs élaborés par un ravinement intense des dépôts du golfe de Laflamme et de la composition solide du Bouclier canadien. Creusée principalement par les rivières et ruisseaux et subissant à la fois les dénivellements combinés de la vallée de l’estuaire du Saguenay et d’une élévation transversale ayant pour plus haut sommet le mont Sainte-Claire, la ville est dans une vallée encaissée caractérisée par des ruptures de pentes rectilignes qui furent souvent causées par d’anciens glissements de terrain,.
Le relief très accidenté qui entoure le centre-ville de Chicoutimi affecte la dénivellation de certaines rues lorsque l’on tente d’atteindre les quartiers plus en hauteur de la ville. Plusieurs des pentes de la ville sont les plus abruptes du Canada et sont comparables aux plus escarpées du monde. La côte de la rue Saint-Léon et la côte Saint-Ange, qui séparent le quartier du Bassin de celui de la Côte de la réserve, possèdent des angles de dénivellation de près de 18°. D'autres rues du centre-ville de Chicoutimi ont la caractéristique de posséder une très forte inclinaison tout en étant très achalandées. Les rues Sainte-Famille, Bégin (à la hauteur de la rue Jacques-Cartier et Price), Labrecque, Maltais, La Fontaine, Morin et Sainte-Anne font partie de ces rues abruptes et fréquentées.

### Hydrographie[15]

#### Rivière Saguenay

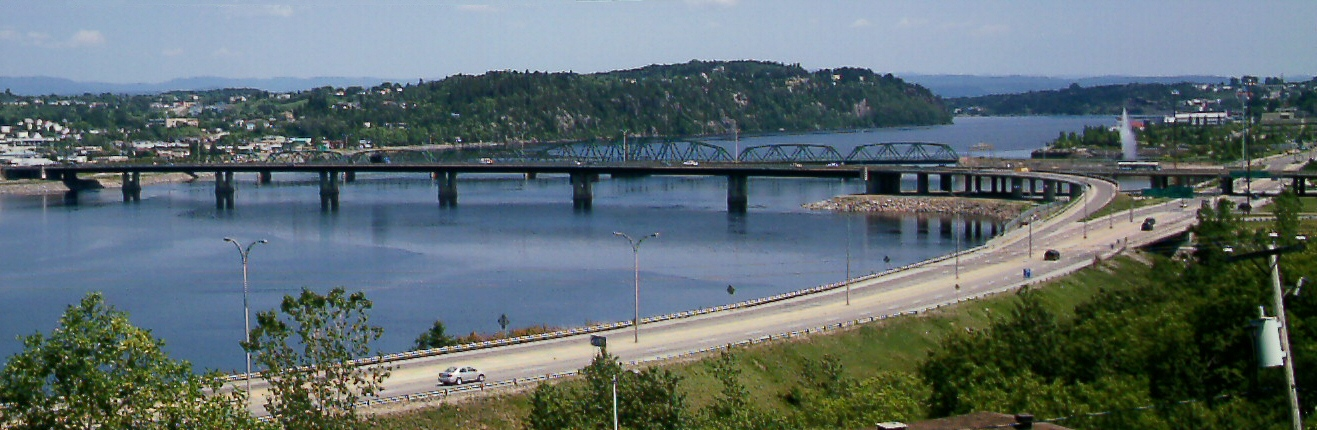
Le Saguenay à la hauteur de Chicoutimi.

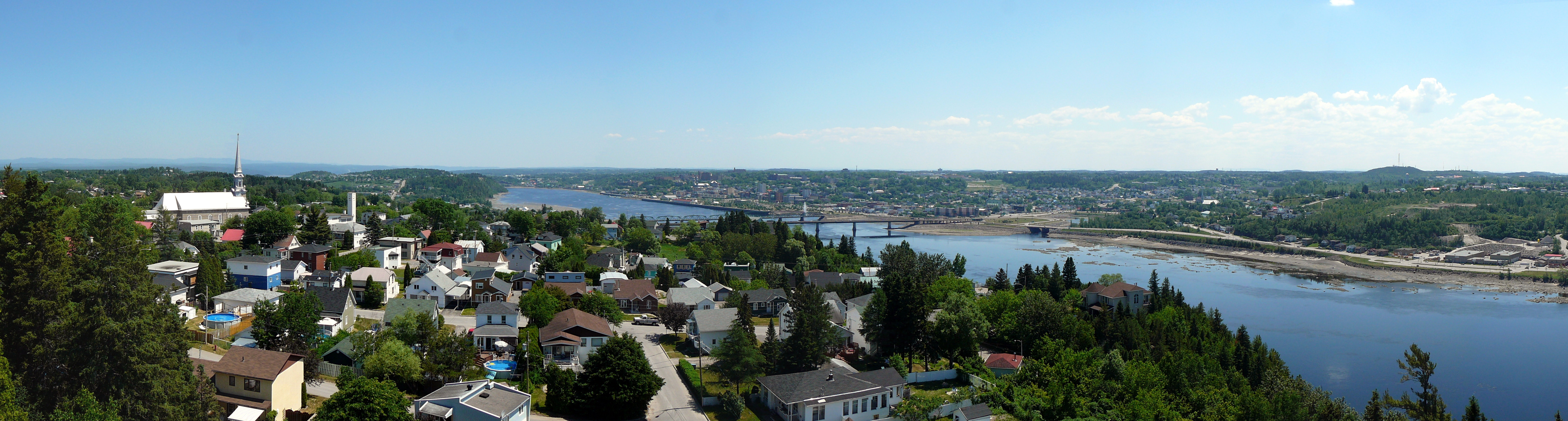
Le Saguenay à partir de la croix de Sainte-Anne (située à Chicoutimi-Nord).

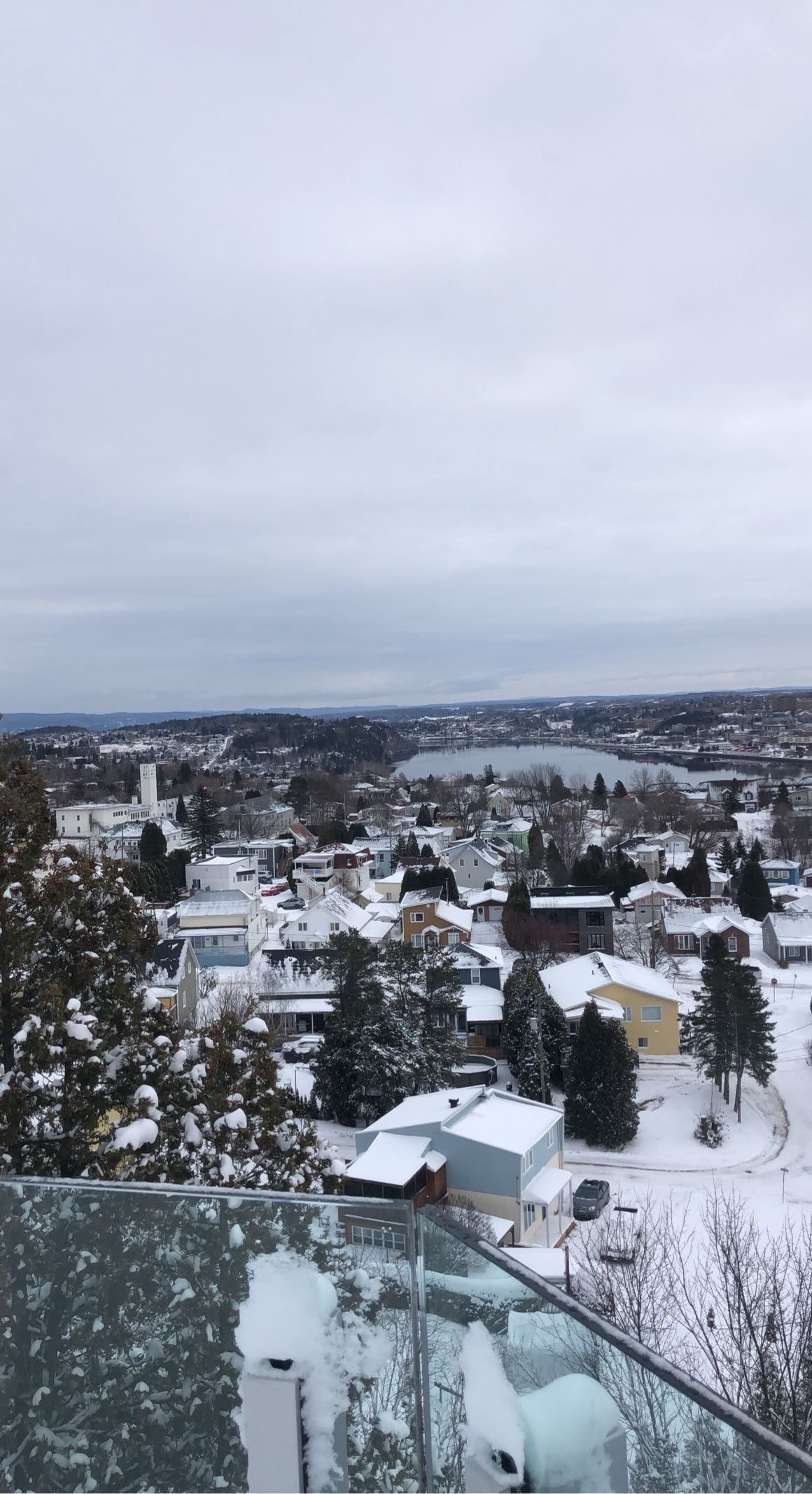
Le Saguenay vue à partir de la Croix de Saint-Anne.

La rivière Saguenay, dans le territoire de Chicoutimi, est marquée par son passage de l'estuaire jusqu'au fjord. La profondeur et la taille de la rivière varient énormément à l'approche de la ville, mais elle demeure navigable jusqu’aux ponts Dubuc et de Sainte-Anne qui marquent la fin de la circulation maritime. Les rives du Saguenay à Chicoutimi, en continuité avec le fjord, demeurent très abruptes au nord et adoptent un relief en plateau au sud. Les principaux affluents du Saguenay, sur le territoire de Chicoutimi, sont la rivière Chicoutimi, la rivière du Moulin et la rivière aux Rats.

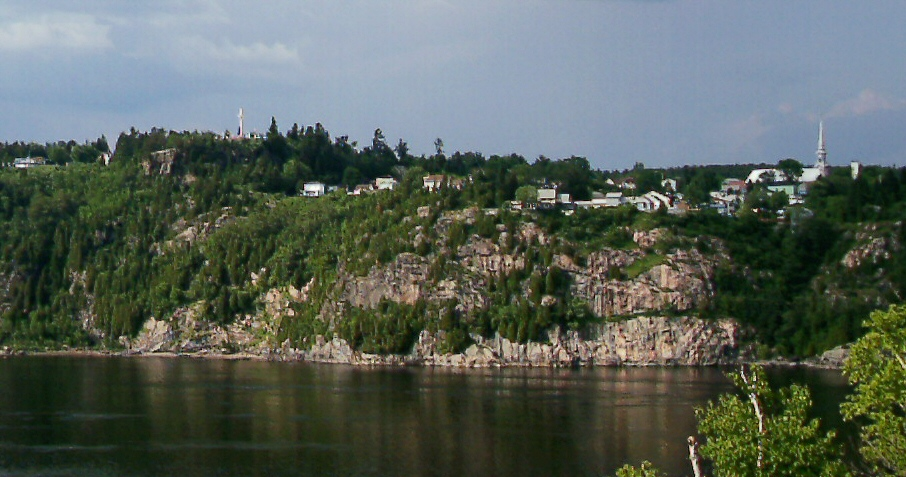
Chicoutimi-Nord juché sur les escarpements du Fjord du Saguenay.

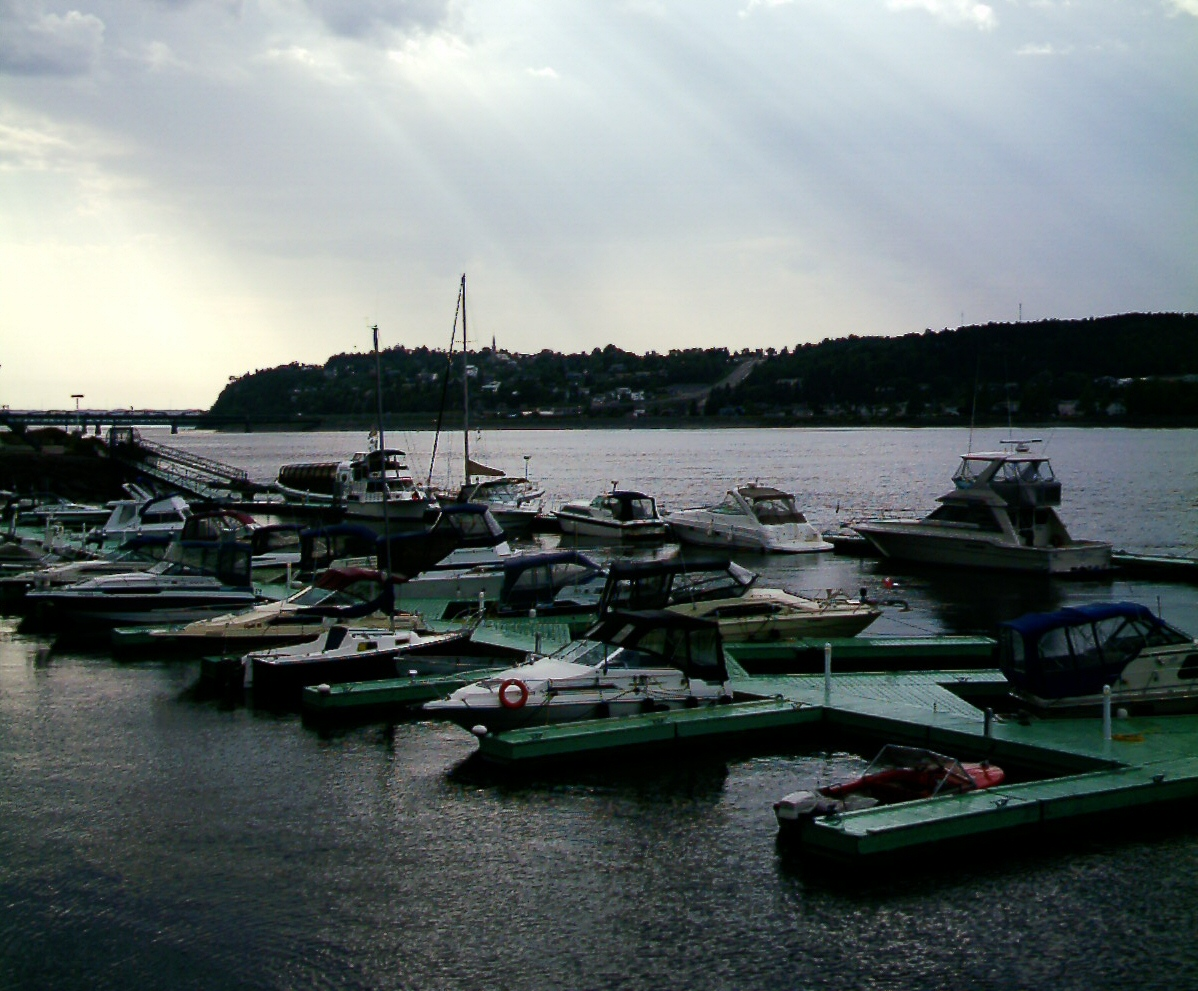
Club de Yacht de Chicoutimi.

L'influence de l'immense surface d’eau que représente la Saguenay, ainsi que le couloir que le fjord représente, font des rives du Saguenay un endroit parfois très venteux et qui génère du brouillard dans le centre-ville et dans les quartiers aux alentours.
Le sens de la rivière Saguenay, qui irait normalement du Lac-Saint-Jean vers le Saint-Laurent (direction est), dépend des marées de 3 à 6 mètres qu'il subit et qui changent sa direction en laissant entrer l'eau du fleuve dans le fjord (direction ouest). Les marées permettent également la circulation des navires jusqu'à la zone portuaire et au club de yacht de la ville.
La qualité de l’eau du Saguenay, à la hauteur de Chicoutimi, a été longtemps reconnue comme impropre à la consommation et de très mauvaise qualité. Polluée au départ par les industries papetières de la rivière Chicoutimi et de la Rivière-aux-Sables, sa qualité médiocre a surtout été causée par les rejets de l’immense complexe industriel de l’Alcan à Arvida et par les égouts de la ville de Chicoutimi qui s’y jetaient. Avec une meilleure gestion de la pollution de l’Alcan à Arvida et l’installation d’une usine d’épuration par la Ville de Chicoutimi, la qualité de l’eau du robinet s’est nettement améliorée dans les années 1990. Elle est maintenant considérée comme propre à la consommation.
Cette voie navigable a beaucoup aidé au développement de la ville qui, au départ, bénéficiait d’un port de marchandise et de passagers et d’une traverse entre les deux rives. Avec le développement de meilleurs moyens de communications jusqu’à la ville et l’arrivée du premier pont, le port de Chicoutimi, installé sur un prolongement artificiel de la rive du Saguenay, a surtout servi à la réception des carburants fossiles par la rivière jusqu’à la fin des années 1980. La zone portuaire est devenue une zone récréative et un lieu de rassemblement public dès 1992. Aujourd’hui, seuls les bateaux de plaisance et les petits bateaux de croisière se rendent jusqu'à la ville.
Deux ponts traversent la rivière à la hauteur de Chicoutimi :
- Pont de Sainte-Anne (piétons et cyclistes)
- Pont Dubuc (circulation automobile)

#### Rivière aux Rats
La rivière aux Rats est une rivière canalisée. Elle débute près du boulevard du Royaume, passe tout près du parc Rosaire-Gauthier, sous le parc Jean-Béliveau, et se jette dans le Saguenay à la hauteur de la rue de l'Hôtel-de-Ville.

### Parcs
- Le parc de la Rivière-du-Moulin[18],[19]

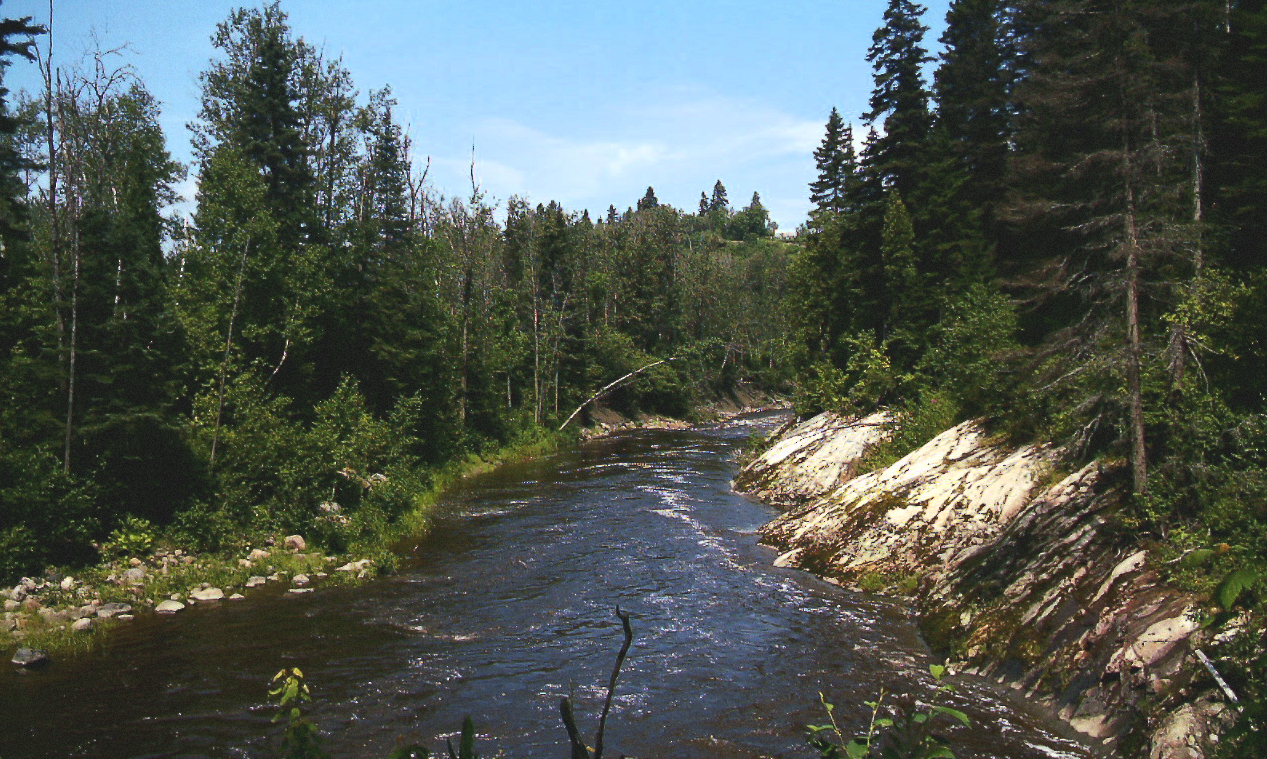
La Rivière du Moulin.

## Histoire

### Occupation autochtone
Le territoire de Chicoutimi aurait été fréquenté, au départ, par les groupes innus du Saguenay. Les Chicoutimiens, qui étaient semi-nomades dans la région du Saguenay, bien avant l’arrivée des Européens, empruntaient les portages aux abords de la rivière Chicoutimi pour se rendre au lac Kénogami puis au lac Saint-Jean (lac Piekouagami à l’époque). L’actuel site de la ville, qui marque la fin de la navigation sur le Saguenay, servait de lieu de rencontre pour ces bandes. Il y a également eu une présence iroquoienne, trois millénaires avant notre ère, à la confluence de la rivière Chicoutimi et du Saguenay,

### LesXVIeetXVIIesiècles

#### Exploration européenne du territoire
Pour qu’un premier explorateur pose le pied sur l’actuel territoire de Chicoutimi, il faudra attendre le père Jean de Quen, qui, à la demande des familles du lac Piekouagami (lac Saint-Jean) atteintes d’une épidémie dévastatrice, empruntera la rivière Chicoutimi pour atteindre le lac Kénogami, puis le lac Saint-Jean du 11 au 16 juillet 1647.
En mai 1652, l’épidémie perdure toujours et force l’établissement d’une mission au Lac Saint-Jean par les Jésuites, qui prennent la même route que le père Jean De Quen pour se rendre à destination. Selon leurs récits, parce que l’épidémie faisait des ravages importants, plusieurs sépultures autochtones jonchaient les rives du Saguenay. Les missionnaires emprunteront cette route jusqu’en 1671 pour venir en aide aux communautés victimes de l'épidémie et de la guerre contre les Iroquois.
La première mention du nom Chicoutimi remonterait à cette époque. En l’an 1661, on pouvait lire dans La Relation du père Gabriel Druillettes et de Claude Dablon :

« Chegoutimi, lieu remarquable pour être le terme de la belle navigation et le commencement des portages. »

#### Poste de traite sur la rivière Chicoutimi

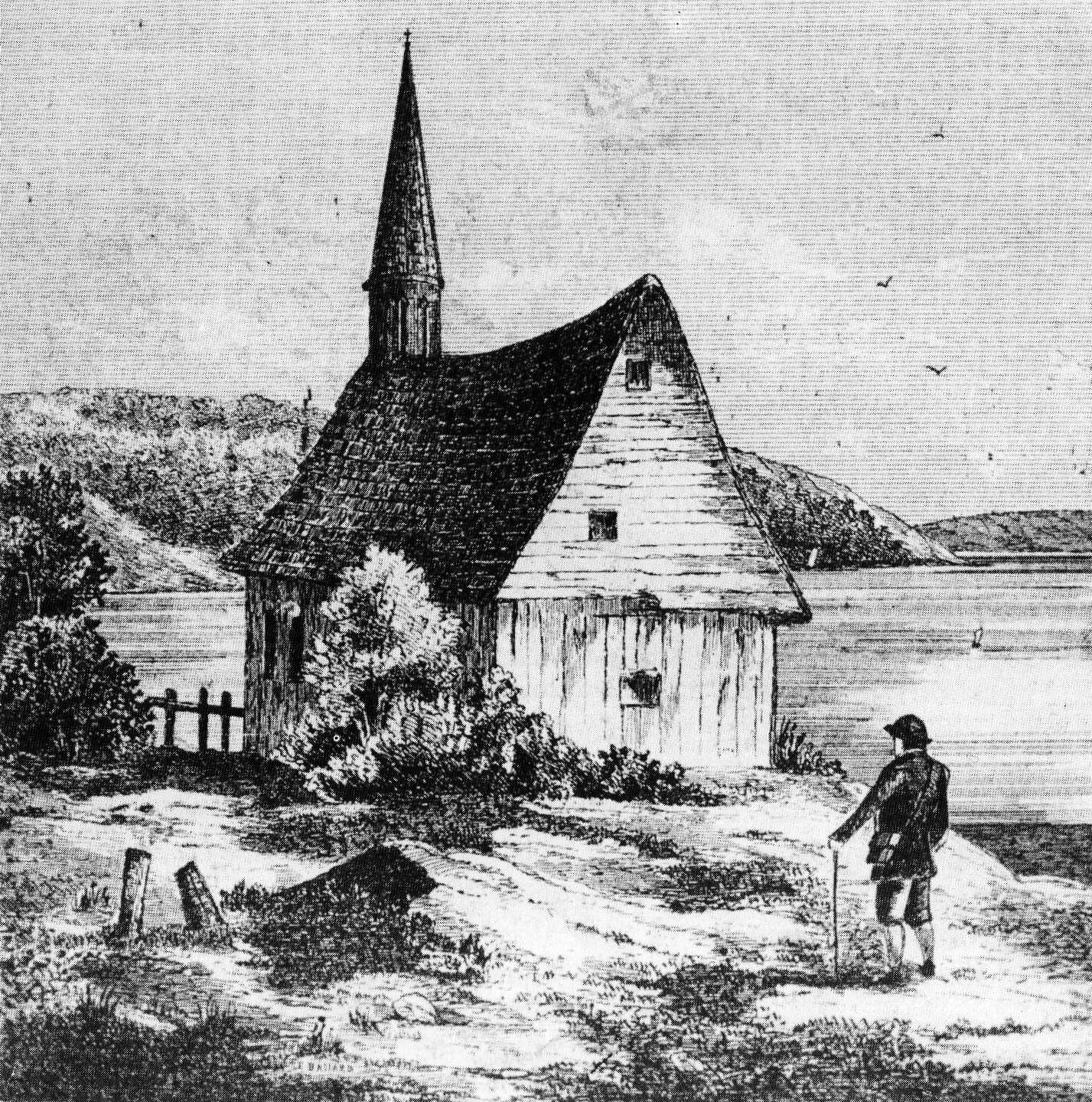
Chapelle du poste de traite de Chicoutimi.

À la suite de la commercialisation du territoire du Domaine du roy par la Traite de Tadoussac en 1652, des commerçants construisent une maison à l’embouchure de la rivière Chicoutimi dans le but d'en faire un poste de traite en 1671. Le père de Crépieul, un Jésuite, vient visiter le site entre 1673 et 1674 et constate la présence de 200 Premières Nations agglomérées autour du poste dans le but d'y vendre leurs pelleteries.
Le poste de traite devient officiellement le chef-lieu du réseau de commerce des fourrures dans le Domaine du roy en 1676. On décide également de placer une mission sous le patronage de saint François-Xavier dans une chapelle près du poste qui sera réaménagé. La construction des installations permanentes (le poste agrandi, la chapelle et l'entrepôt) débute sous l'administration de Charle Bazire, le 24 juillet de la même année pour se terminer, deux mois plus tard, le 27 septembre. Construit sur un monticule de granit à l'entrée de la rivière Chicoutimi, le poste et la chapelle accueillent plus de 400 chasseurs au mois de juin 1677 pour une cérémonie religieuse.
Sur le plan de la productivité, on parle presque d'une traite de Chicoutimi. Alimenté par les villages amérindiens du lac Kénogami, le poste de Chicoutimi produit, à lui seul, plus de pelleteries que tout le reste du Canada réuni en 1684.

### XVIIIesiècle

#### Déclin du commerce des fourrures

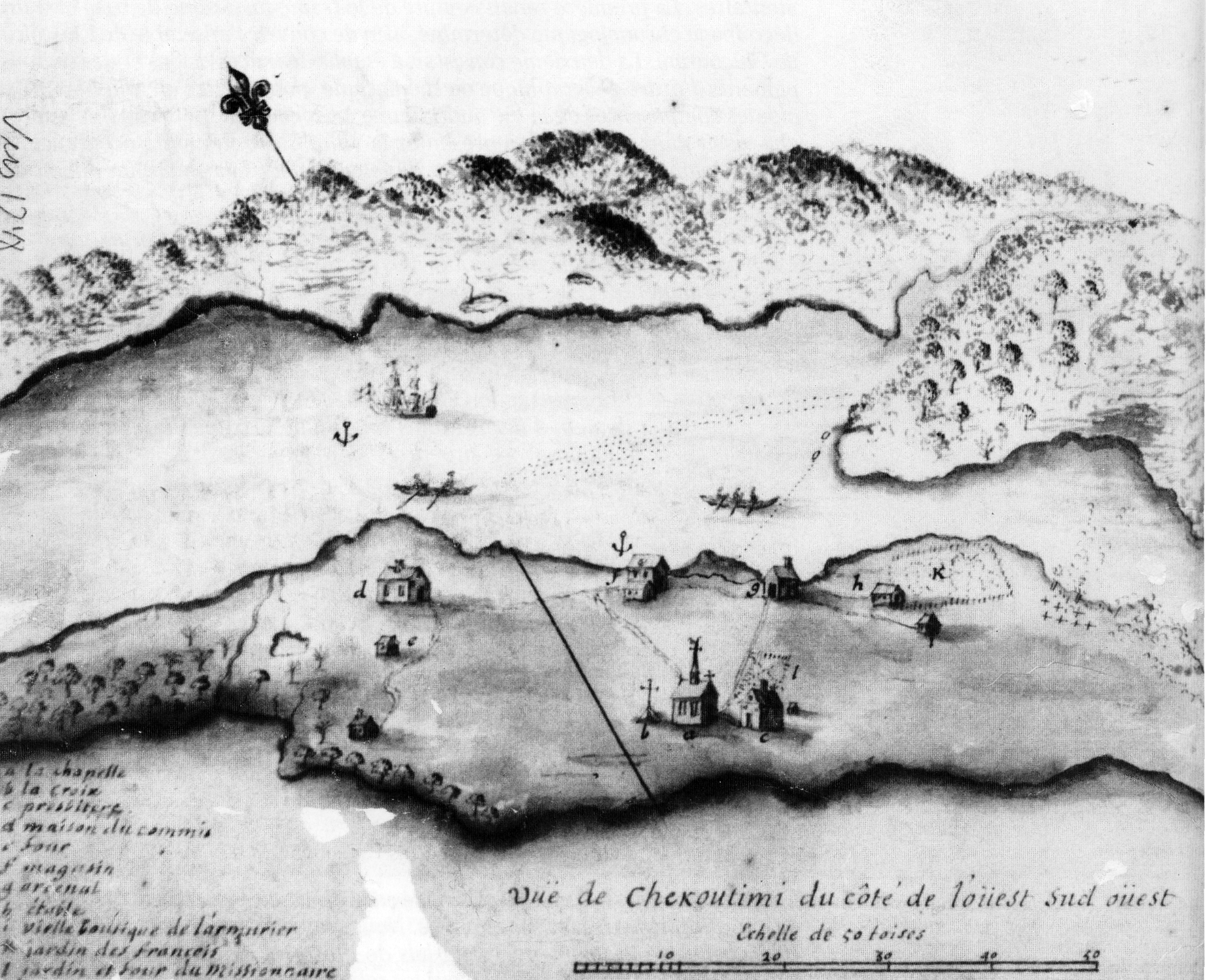
Carte de Chicoutimi datant de l'an 1748.

La surdemande de fourrures pour les marchés européens, qui vide le territoire de sa faune, et le contexte économique entraînent le poste de traite de Chicoutimi dans un quart de siècle de déclin (1698-1715). Depuis les accords de paix avec les Iroquois, plusieurs routes vers l'ouest s'étaient ouvertes et le poste stagnait sous une mauvaise administration et par la présence de corruption.
Pour que le poste renaisse, il faudra attendre la venue du père Laure en 1720. Le père Laure y fixa sa résidence en 1725 et y vécut jusqu'à sa mort en 1738. Il redonna au poste de Chicoutimi ses lettres de noblesse.
En 1739, le père Claude-Godefroy Coquart prend la relève et assure le service jusqu'en 1765. Le poste de Chicoutimi redeviendra prospère jusqu'à la fin du régime français.

#### Sous le régime anglais
À la suite de la défaite sur les plaines d'Abraham, à Québec, et à la capitulation de Montréal, la Nouvelle-France tombe sous domination anglaise. Le Traité de Paris vient confirmer le statut de la colonie.
Le changement de régime n'affecte pas vraiment les missionnaires jusqu'à l'arrivée de l'Imprudent sur le Saguenay devant le poste de traite. Les pelleteries sont perquisitionnées par les soldats anglais comme prise de guerre et ceux-ci maintiendront des soldats sur place pendant quelques années.
Le 20 septembre 1762, deux marchands de Québec, Thomas Dunn et John Gray louent l'exploitation de la chasse et la pêche sur le territoire du Saguenay. C'est James Murray, alors gouverneur de Québec, qui autorisa la transaction. Se joindront à eux William Grant (en) en 1763 et Richard Murray en 1764.
Du côté de l'administration de la mission de Chicoutimi, le père Jean-Baptiste de la Brosse sera le dernier Jésuite à desservir le poste à temps plein. À la suite de sa mort, en 1782, les prêtres séculiers ne seront de passage que quelques semaines par année sur le territoire jusqu'en 1845.
Dunn et ses associés renouvellent leur bail en 1785 mais leurs droits seront transférés l'année suivante à Alexander et George Davidson ainsi qu'à François Baby (qui sera remplacé par Peter Stuart en 1789). Leur monopole n'expirera pas avant 1802.

### Après la fondation

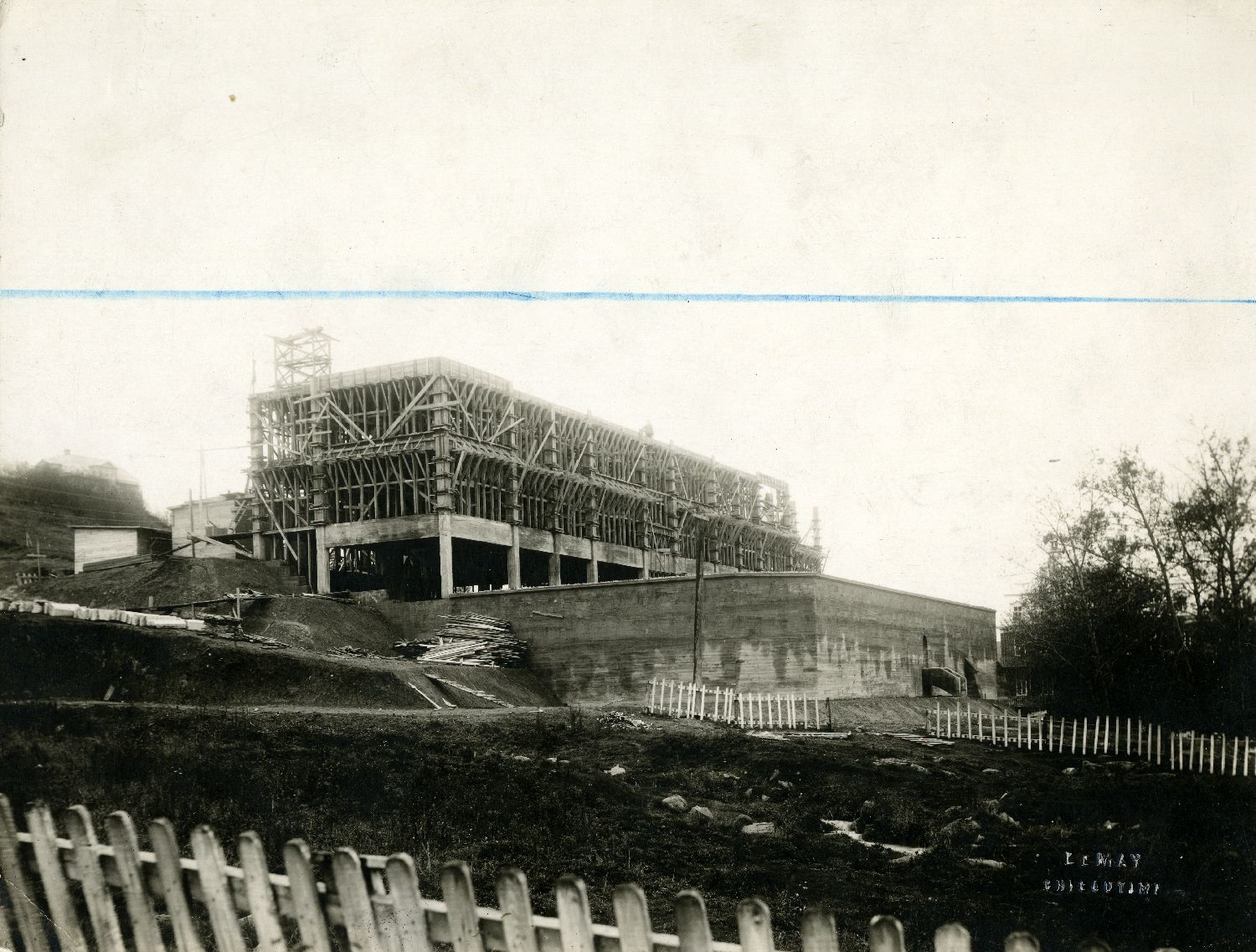
Construction du palais de justice de Chicoutimi en 1930.

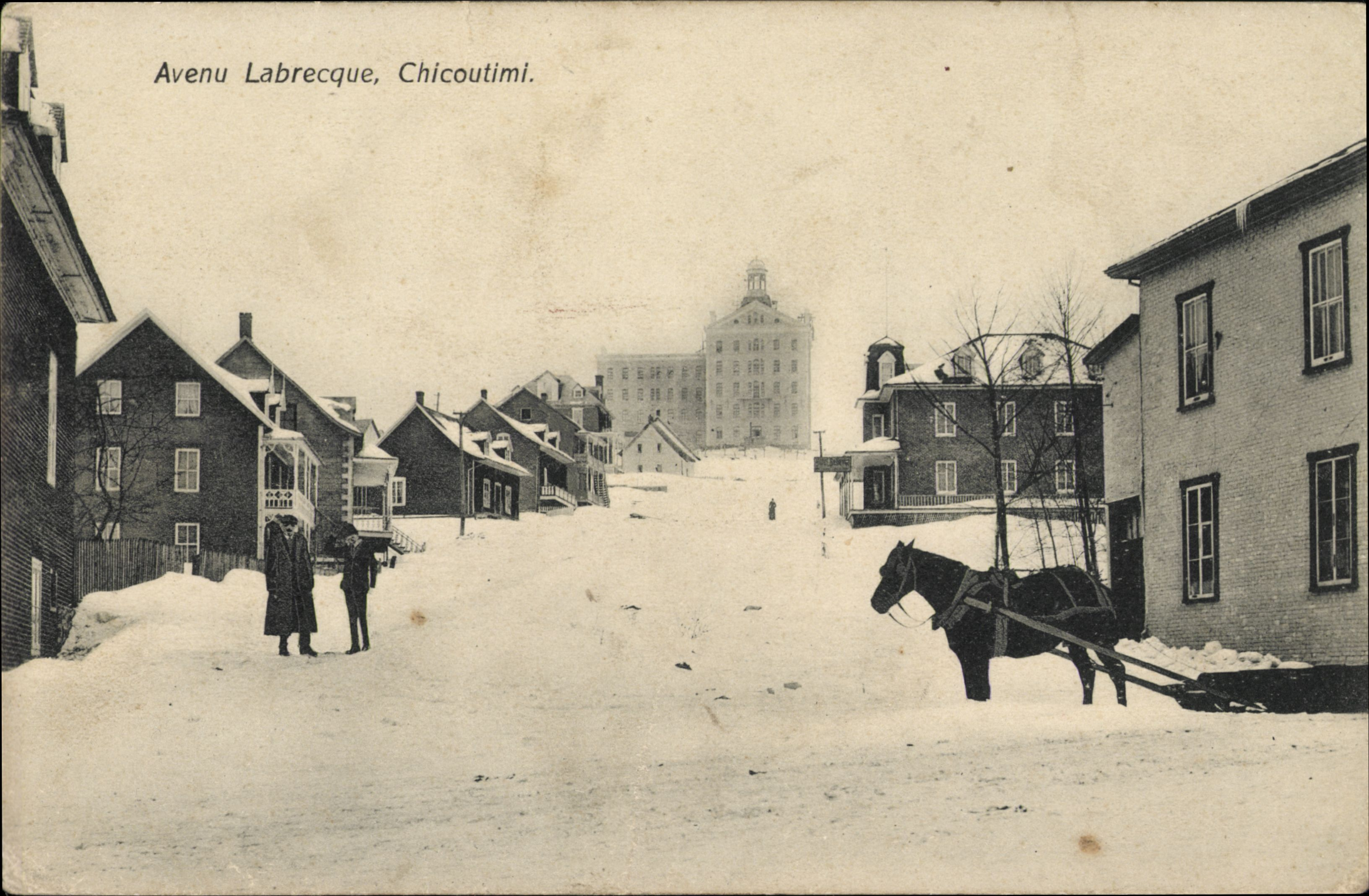
Avenue Labrecque, Chicoutimi entre 1906-1910.

Fondée en 1842 par Peter McLeod (Fils) à l'expiration du bail de la Compagnie de la Baie d'Hudson qui interdisait la colonisation, la ville de Chicoutimi se développe surtout au début du XXe siècle comme ville industrielle avec la pulperie.
À la fin du XIXe siècle, l'urbanisation se développe et Chicoutimi devient chef-lieu de comté et siège d'évêché. Le chemin de fer arrive en 1893 et favorise l'essor industriel de la ville.
En 1896, les entrepreneurs Julien-Édouard-Alfred Dubuc et Joseph-Dominique Guay fondent la Compagnie de Pulpe de Chicoutimi, une entreprise multinationale œuvrant dans la fabrication de la pulpe de bois. Le premier moulin de la Pulperie de Chicoutimi est mis en marche en 1898. Le succès de l’entreprise entraîne une croissance rapide de la ville et le développement des infrastructures municipales jusque dans les années 1920. L'activité économique de la région du lac Saint-Jean est maintenue par l’arrivée des alumineries de la compagnie Alcan dans les années 1930 et 1940. À partir de la crise des années 1930, la vocation de la ville change pour devenir surtout commerciale et administrative.

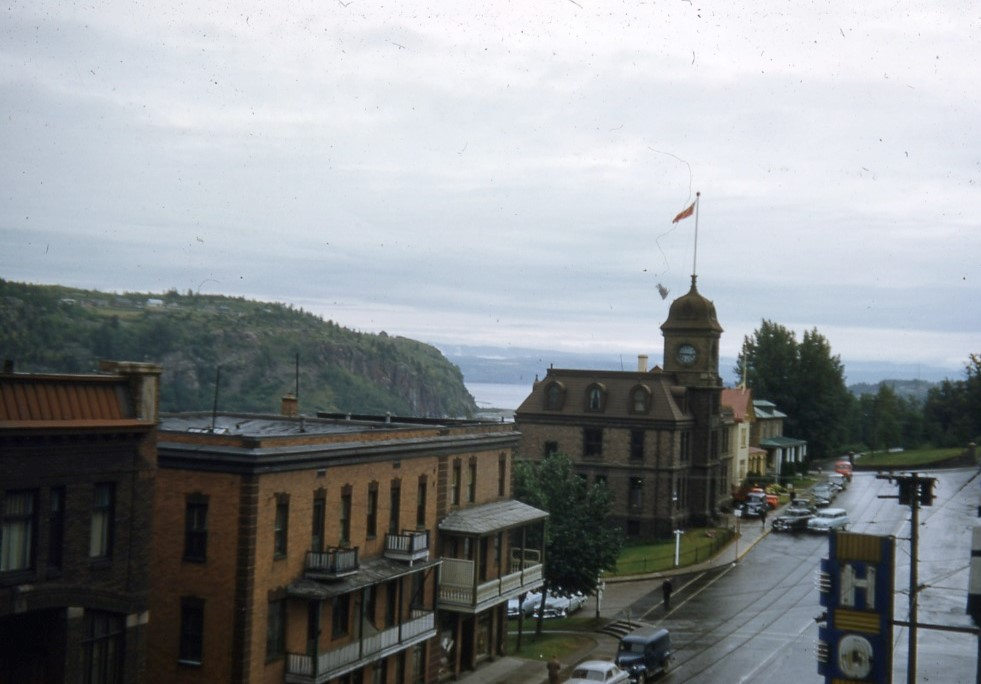
Chicoutimi dans les années 1950

La construction du boulevard Talbot dans les années 1950 permet de relier directement Chicoutimi et la ville de Québec.
En 1976, la ville de Chicoutimi absorbe avec les municipalités voisines de Rivière-du-Moulin et de Chicoutimi-Nord.
Au début des années 1980, l'hydroélectricité, les industries du papier et du bois et le textile sont encore des points forts de l'économie chicoutimienne. Le centre administratif compte 33 893 habitants et la zone urbaine englobe 133 707 habitants en 1984.
En 2002, Chicoutimi fusionne avec ses voisines pour devenir la ville de Saguenay.

### Héraldique
| Fluminis impetus laetificat civitatem |
| ------------------------------------- |

| L'écu de l'ancienne ville de Chicoutimi de 1917 à 1976 se blasonne ainsi : De gueules, à la barque d'argent voguant sur une rivière du mème; et au chef d'azur chargé d'une couronne d'or et de deux fleurs de lys du même.(Les courants de la rivière réjouissent la cité) |

### Chronologie municipale
- 1676 Établissement de la mission chrétienne et du poste de traite
- 1842 Construction du moulin de Peter McLeod
- 24 août 1842 Fondation de la ville de Chicoutimi
- 19 janvier 1845 Bénédiction d'une chapelle du côté est de la rivière Langevin (Rivière-du-Moulin) Appelée Saint-Nom-de-Jésus Première destinée aux « blancs ».
- 1855 Désignation de Chicoutimi comme chef-lieu de comté
- 1866 Premier service de traversier entre Chicoutimi et Sainte-Anne
- 1870 Grand incendie dévastateur de la première ville
- 1878 Chicoutimi devient le siège de l'évêché
- 1880 Début d'apparitions des noms de rues Racine, Jacques-Cartier, Price, Bossé
- 1883 Création du Service de protection contre les incendies
- 1887 Le journal Progrès du Saguenay voit le jour
- 1896 Création de la Compagnie de pulpe de Chicoutimi
- 1898 Construction d'une usine de pâte mécanique et production (la pulperie)
- 1898 Construction de l'hôtel Château Saguenay
- 1902 Construction de l'hôtel de Ville, démoli en 1932 pour céder sa place à l'actuel
- 1903 Création de la paroisse Sacré-Cœur par l'évêché
- 1905 Inauguration de l'église de la paroisse Sacré-Cœur
- 24 juin 1912 Grand Feu de Chicoutimi : le centre-ville est détruit
- 1930 Érection au statut de cité
- 1933 Construction et inauguration du pont de Sainte-Anne au coût de 800 000$ (remplaçant le traversier Chicoutimi - Sainte-Anne)
- 1946 Début de la construction du boulevard Talbot reliant Chicoutimi à Québec
- 1949 Entrée des Saguenéens de Chicoutimi dans la LHSQ
- 1951 Ouverture complète et officielle du boulevard Talbot
- 1963 Ouverture de la station de télévision CJPM-TV
- 1967 Chicoutimi souligne son 125e anniversaire de fondation[30]
- 1967 Le gouvernement institue le CÉGEP de Chicoutimi
- 1968 Construction de Place du Saguenay (centre commercial)
- 1968 Début des travaux de construction du pont Dubuc
- 1969 Construction de l'université du Québec à Chicoutimi (UQAC)
- 1972 Inauguration du pont Dubuc
- 1972 Ville hôtesse des jeux d'été du Québec
- 1973 Création d'un campus de l'Université du Québec
- 1973 Construction de Place du Royaume (centre commercial)
- 1973 Entrée des Saguenéens de Chicoutimi dans la LHJMQ
- 1976 Fusion en une seule agglomération des villes de Chicoutimi-Nord, de Rivière-du-Moulin, Paroisse de Chicoutimi et Chicoutimi
- 1980 Violent incendie qui éclate à Place du Saguenay (Centre Commercial)
- 1980 Le Symposium International de Sculpture Environnementale de Chicoutimi est présenté à la Pulperie.
- 1983 Les Jeux du Canada ont lieu à Chicoutimi
- 1988 Un tremblement de terre de magnitude 6.2 frappe le Saguenay
- 1992 Inauguration des installations de la zone portuaire et célébration du 150e anniversaire de fondation de la ville.
- 1996 Déluge du Saguenay.
- 2002 Fusion des villes du Saguenay, Chicoutimi devient un arrondissement de Saguenay.
- 2026 350e anniversaire de Chicoutimi[31].

## L'Arrondissement
L'arrondissement de Chicoutimi est administré par le bureau d’arrondissement de Chicoutimi qui est intégré à la ville de Saguenay. L'arrondissement de Chicoutimi est doté de compétences, de pouvoirs spécifiques et a des obligations dans certains domaines:
- Maire de Saguenay : Julie Dufour
- Président de l'arrondissement de Chicoutimi : Jacques Cleary
- Conseillers municipaux de l'arrondissement Chicoutimi
  - District 7 : Serge Gaudreault
  - District 8 : Mireille Jean
  - District 9 : Michel Tremblay
  - District 10 : Jacques Cleary
  - District 11 : Marc Bouchard
  - District 12 : Michel Potvin
- Député provincial : Andrée Laforest[33], CAQ
- Député fédéral : Richard Martel[34], Parti conservateur du Canada

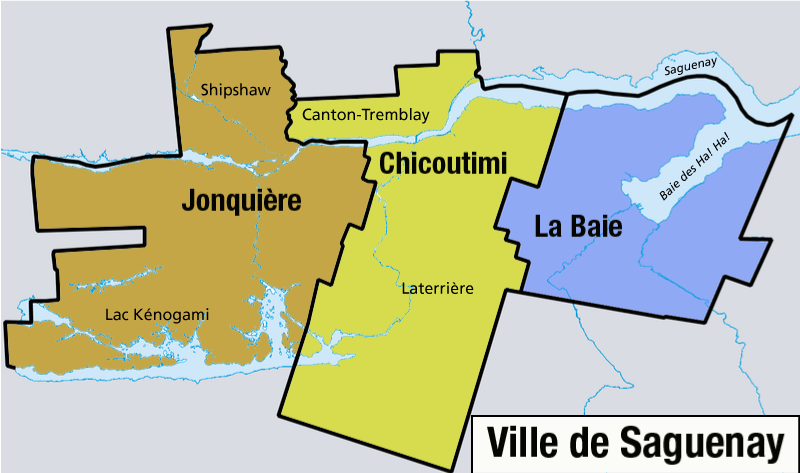
Arrondissement de Chicoutimi.

## Maires de Chicoutimi de 1855 à 2001

### Canton de Chicoutimi
- David McLaren (1855-1860)

### Village non-incorporé de Chicoutimi
- Johnny Guay (1860-1863)

### Village incorporé de Chicoutimi
- Johnny Guay (1863-1870)
- Vincent Martin (1870-1875)
- Israël Morin (1875-1876)
- J.-Ovide Tremblay (1876-1878)
- Méron Tremblay (1878)

### Ville de Chicoutimi
- Méron Tremblay (1879-1881)
- Ernest Cimon (1881-1882)
- Michel Caron (1882-1885)
- J.A. Gagné (1885-1889)
- David Tessier (1889-1895)
- Joseph-Dominique Guay (1895-1903)
- Edmond Savard (1903-1906)
- David Maltais (1906-1907)
- Ludger Alain (1907)
- Louis de Gonzague Belley (1907-1908)
- Adélard Riverin (1908-1912)
- Elzéar Lévesque (1912-1922)
- Joseph-Dominique Guay (1922-1924)
- Louis-Philippe Desbiens (1924-1928)
- J.-Augustin Tremblay (1928-1930)
- Pitre Vézina (1930)
- Jules-R. Tremblay (1930-1932)
- Julien-Édouard-Alfred Dubuc (1932-1936)
- Henri-L. Duhaime (1936-1938)
- Georges-H. Smith (1938-1950)
- Rosaire Gauthier (1950-1964)
- Gérard Tremblay (1964-1967)
- Gilles Tremblay (1967-1970)
- Henri Girard (1970-1981)
- Ulric Blackburn (1981-1997)
- Jean Tremblay (1997-2002)

## Représentation fédérale
Le poids politique de l'arrondissement de Chicoutimi, regroupant 52 238 électeurs, en fait le principal pôle de la circonscription fédérale Chicoutimi—Le Fjord. En tout, Chicoutimi compte pour 54 % des électeurs de la circonscription.
|  | Chicoutimi—Le Fjord | Richard Martel | 2018- | Parti conservateur du Canada |

## Représentation provinciale
Sur le plan provincial (Québec), l'arrondissement représente la totalité des électeurs de la circonscription Chicoutimi et, avec les secteurs Laterrière et Canton-Tremblay, 16 % de la circonscription Dubuc.
|       | Chicoutimi        | Andrée Laforest | 2018-...                | Coalition avenir Québec |
| Dubuc | François Tremblay | 2018-...        | Coalition avenir Québec |                         |

## Éducation
- Cégep de Chicoutimi[38]
- Université du Québec à Chicoutimi[39]

Le Centre de services scolaire des Rives-du-Saguenay administre les écoles francophones :
- Écoles primaires : André Gagnon, de l’Étincelle, de la Pulperie, de l’Odyssée/Lafontaine, Des Quatre-Vents, Felix-Antoine-Savard, La Carrière, Le Roseau, Notre-Dame-du-Rosaire, Saint-Antoine, Saint-Cœur-de-Marie, Saint-Denis, Saint-Isidore, Sainte-Bernadette, Sainte-Claire et Vanier
- Écoles secondaires : Charles-Gravel et De l’Odyssée Lafontaine/Dominique-Racine[41]

## Démographie

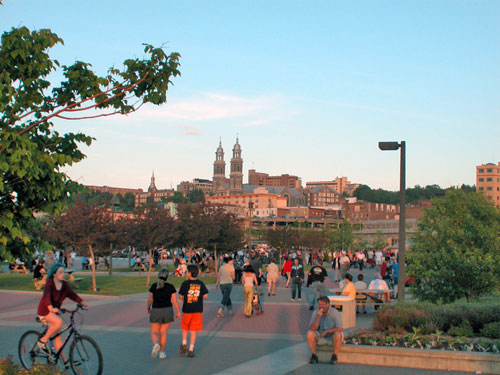
Centre-ville de Chicoutimi, vue de la zone portuaire (Vieux-Port).

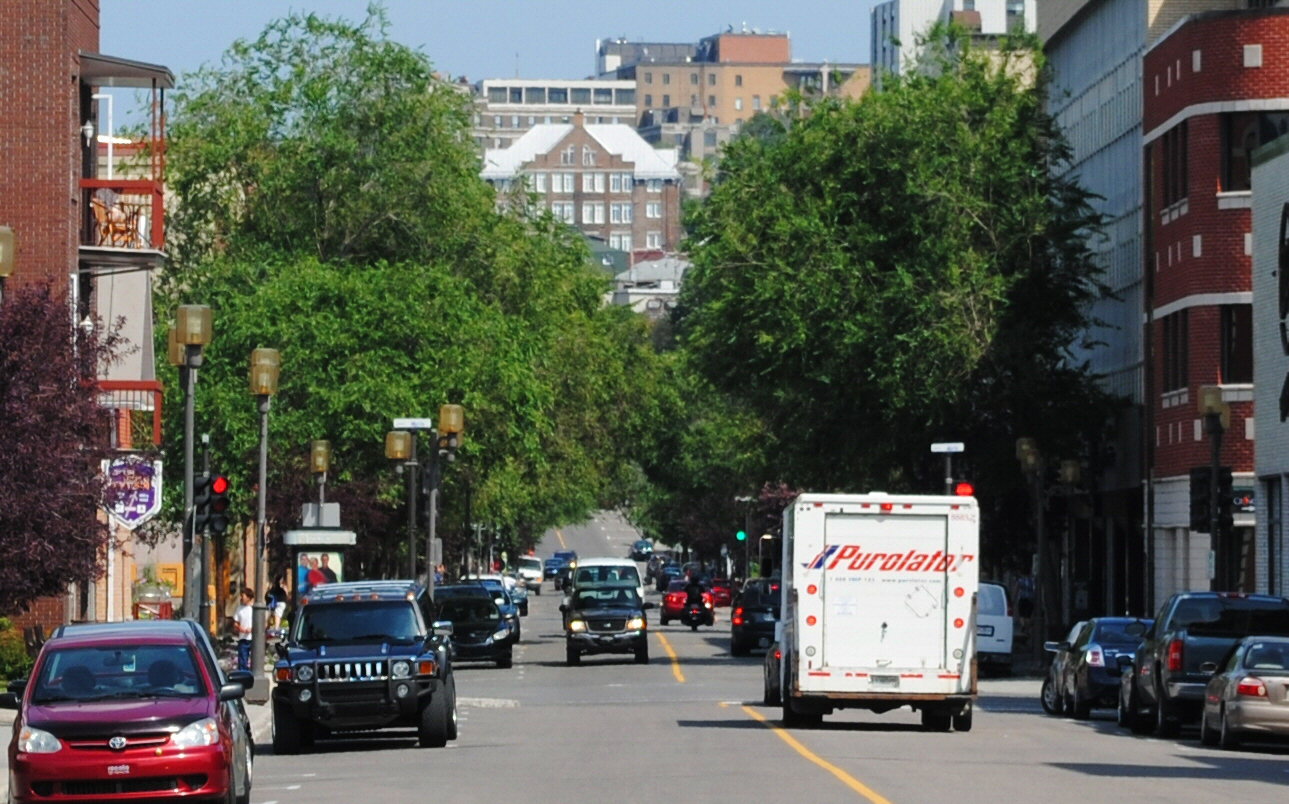
Rue Racine, rue principale de Chicoutimi.

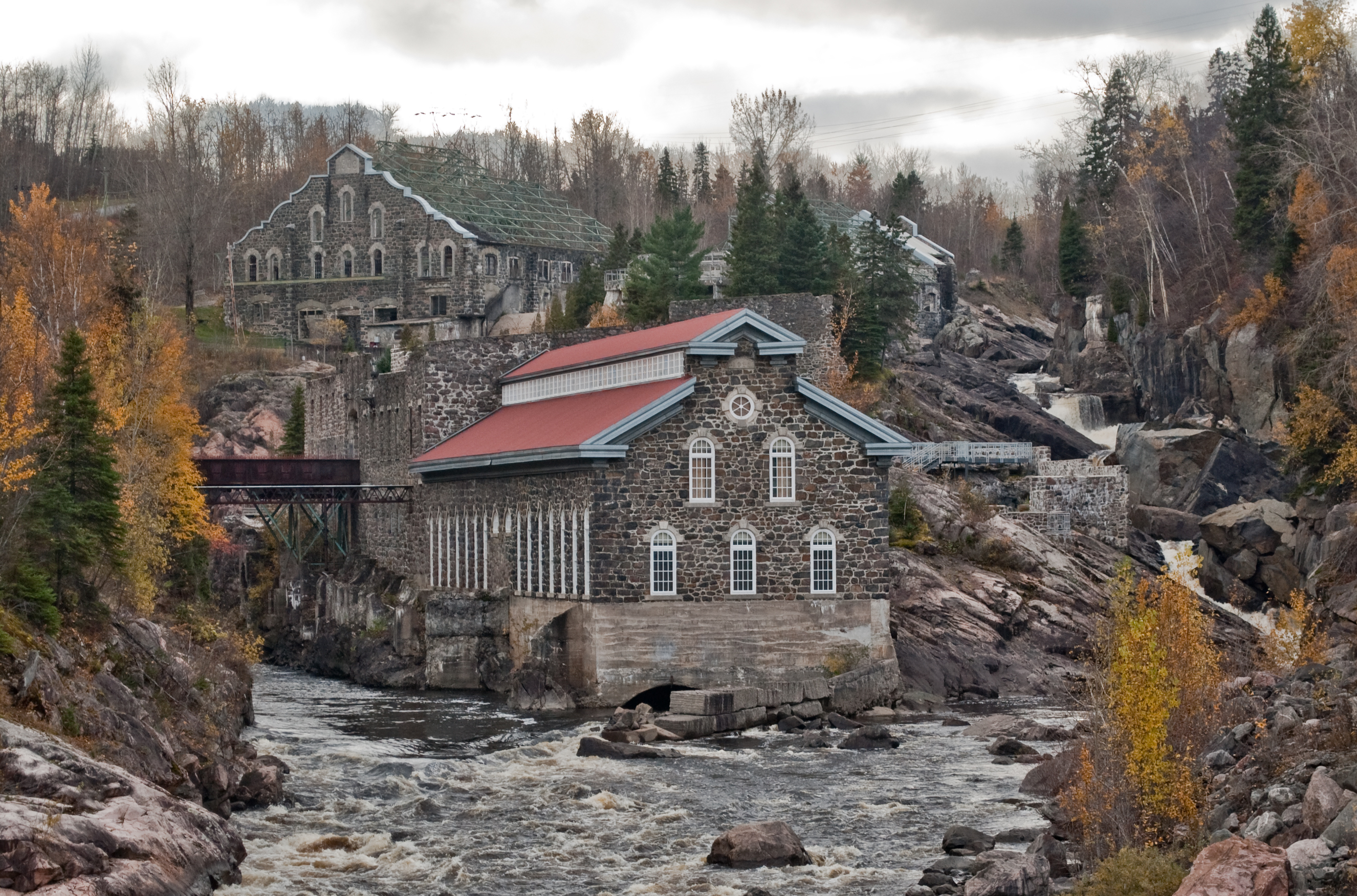
Pulperie à Chicoutimi.

### Population
Selon Statistique Canada, avant la fusion de 2002, la ville de Chicoutimi comptait 58 513 habitants dont ;
- 98 % ont le français comme langue maternelle
- 0,7 % ont l'anglais comme langue maternelle
- 0,3 % ont le français et l'anglais comme langue maternelle
- 0,6 % ont une langue maternelle autre que le français et l'anglais

| 2001   | 2006   |
| ------ | ------ |
| 59 764 | 58 513 |

| 2021   | - |
| ------ | - |
| 69 004 | - |

Impossible de compiler l'entrée EasyTimeline :

Timeline generation failed: More than 10 errors found

Line 2: id:lightgrey value:gray(0.9)

- Data expected for command 'Colors', but line is not indented.

```
 

```

Line 2: id:lightgrey value:gray(0.9)

- Invalid statement. No '=' found.

Line 3: id:darkgrey value:gray(0.7)

- Invalid statement. No '=' found.

Line 4: id:sfondo value:rgb(1,1,1)

- Invalid statement. No '=' found.

Line 5: id:barra value:rgb(0.7,0.9,0.7)

- Invalid statement. No '=' found.

Line 12: ScaleMajor = gridcolor:darkgrey increment:20000 start:20000

- Scale attribute 'gridcolor' invalid. Unknown color 'darkgrey'.

```
 Specify command 'Color' before this command.

```

Line 13: ScaleMinor = gridcolor:lightgrey increment:10000 start:0

- Scale attribute 'gridcolor' invalid. Unknown color 'lightgrey'.

```
 Specify command 'Color' before this command.

```

Line 14: BackgroundColors = canvas:sfondo

- BackgroundColors definition invalid. Attribute 'canvas': unknown color 'sfondo'.

```
 Specify command 'Color' before this command.

```

Line 16: bar:2000 text:2000

- Data expected for command 'BarData', but line is not indented.

```
 

```

Line 16: bar:2000 text:2000

- Invalid statement. No '=' found.

Line 17: bar:2001

- Invalid statement. No '=' found.

### Jumelages
- Angoulême (France)
- Camrose (Alberta) depuis 1978.

## Évènements, monuments, parcs et sites importants
- Association Générale des Étudiantes et Étudiants du Cégep de Chicoutimi (AGEECC)
- Auditorium Dufour
- Croissant culturel
- Croix de Sainte-Anne
- Cathédrale de Chicoutimi
- Centre des technologies de l'aluminium
- Cégep de Chicoutimi
- Centre des arts et de la culture
- Centre d'expérimentation musicale
- Festival international des Rythmes du Monde
- REGARD - Festival international du court métrage au Saguenay
  - Ciné-Parc urbain
- La Petite Maison Blanche : La maison demeura dressée et résista aux précipitations torrentielles du déluge du Saguenay de 1996. D'ailleurs, dans un but de protection, son propriétaire installa une statue du Sacré-Cœur, face à la maison, lorsque céda le barrage. Elle est devenue un symbole du drame qui a frappé la communauté cette année-là;
- Pulperie de Chicoutimi (reconvertie en musée) : lieu historique national du Canada depuis 1983[42].
- Symposium International de Sculpture Environnementale de Chicoutimi
- Hôtel de ville
- Université du Québec à Chicoutimi (UQAC)
- Usine Alcan-Laterrière
- Centre Georges-Vézina
- Hôtel Le Montagnais
- Centre intégré universitaire de santé et services sociaux du Saguenay-Lac-St-Jean
- Petit Séminaire de Chicoutimi
- Grand Séminaire de Chicoutimi
- Pont Dubuc
- Pont de Sainte-Anne
- Boulevard Talbot
- Rue Racine
- Parc de la Colline
  - Village de la Sécurité
- Parc municipal de la Rivière-du-Moulin
- Parc Jean-Béliveau
- Parc Rosaire-Gauthier
- Vieux-port de Chicoutimi
- Monastère du Cœur de Jésus

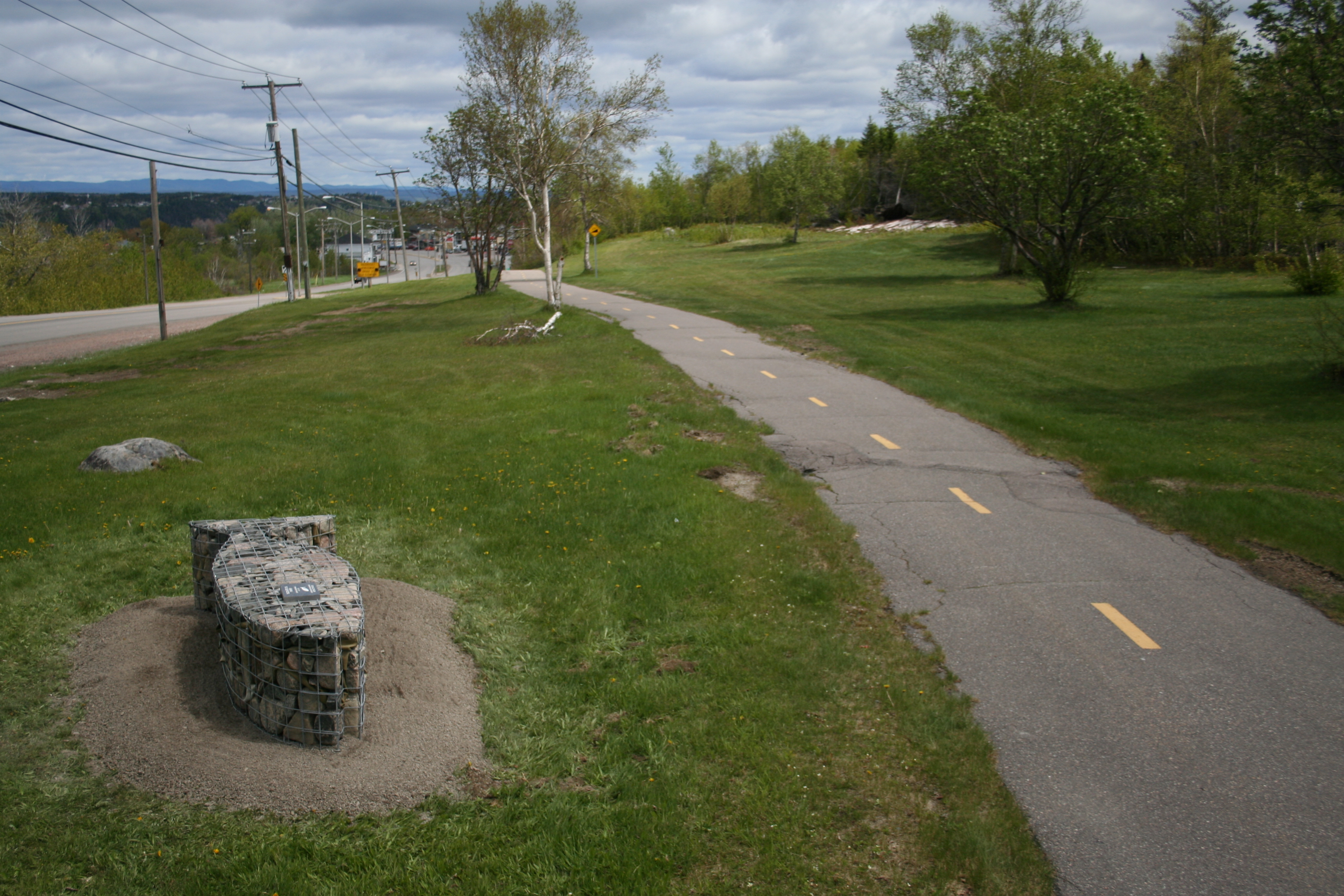
Tacon Site du Papier

- Tacon Site du Papier, ce monument vise à souligner l’importance de l’industrie des pâtes et papiers dans notre région. Au dix-neuvième siècle, la disponibilité de la matière ligneuse au Saguenay—Lac-Saint-Jean a contribué au développement de la transformation de cette ressource naturelle. J.E.A. Dubuc s’est distingué dans ce domaine en créant la Compagnie de pulpe de Chicoutimi faisant de cette ville « La capitale mondiale de la pulpe ». Pour cette raison, le collectif d’artistes Interaction Qui dans le cadre de la Grande Marche des Tacons Sites a implanté le Tacon Site du Papier à Chicoutimi[45]. Localisation:48° 26′ 06″ N, 71° 08′ 50″ O

## Sports et loisirs

### Équipes sportives

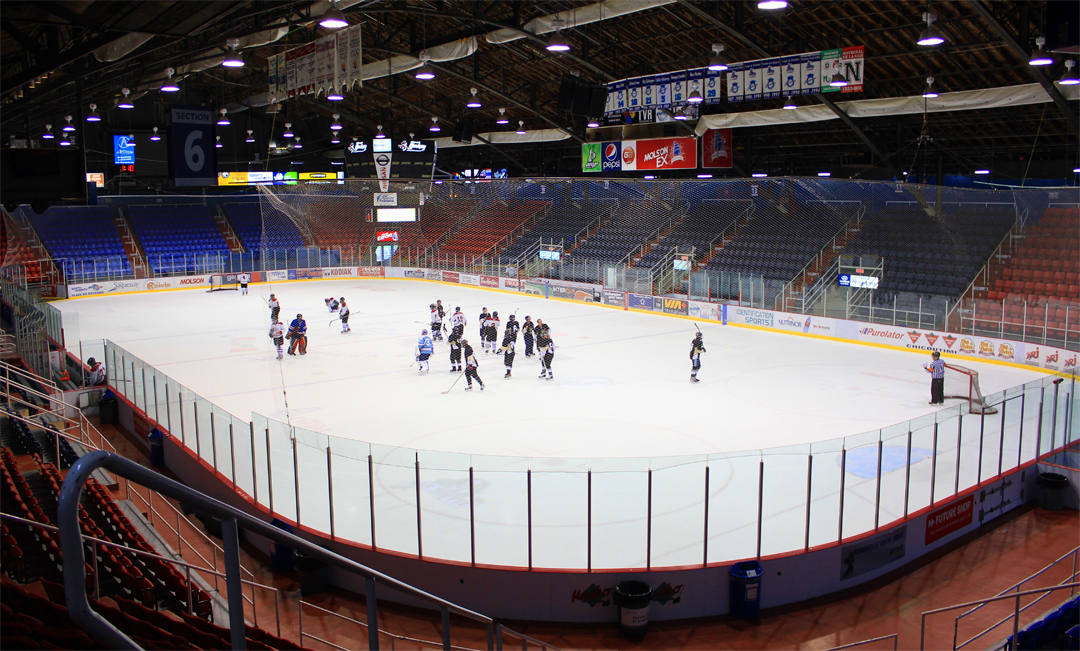
Patinoire du Centre Georges-Vézina.

#### Soccer
- Le Chinook du club de soccer de Chicoutimi

#### Football
- Les Mustangs de l'Odyssée Dominique-Racine/Lafontaine
- Les Gaulois de Chicoutimi (le club n'existe plus depuis 2007)
- Les Broncos de Chicoutimi (le club n'existe plus depuis 2010)
- Les Couguars de Chicoutimi (Collégial AA)
- Les Gaillards du Cégep de Jonquière (Cégeo de Jonquière/ Collégial AA) Champion de 2 Bols d'Or
- Les Titans du Séminaire de Chicoutimi
- Les Cyclones de l'école secondaire Charles-Gravel

#### Hockey
- Les Saguenéens de Chicoutimi (Junior-Majeur)
- Les Mustangs de D'Odyssée Lafontaine/Dominique-Racine

### Événements sportifs
- Jeux du Québec durant l'été 1972
- Saguenéens de Chicoutimi de la LHJMQ fondés en 1973
- Championnat mondial junior en 1978
- Marathon annuel de la francophonie de 1981 à 1991[46]
- Brier Labatt en février 1988
- Tournoi de la Coupe mémorial en mai 1988
- Coupes du Monde de patinage de vitesse courte piste en 2002, 2004 et 2006
- Coupe internationale de cyclisme U23 en juin 2008 et 2009
- Relais de la flamme olympique sur le pont de Sainte-Anne, le 1er décembre 2009 à 17h00 (HNE)
- Chicoutimi a accueilli à nouveau les Jeux du Québec en 2013
- Course des Pichous reliant Jonquière à Chicoutimi

## Personnalités natives de Chicoutimi

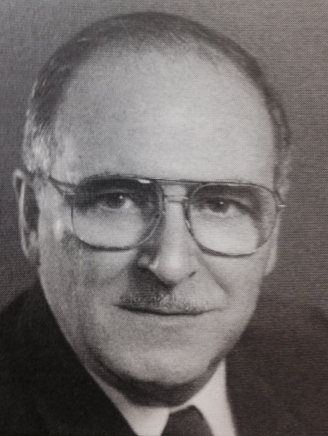
Ulric Blackburn a été maire de Chicoutimi de 1981 à 1997.

- Mélikah Abdelmoumen (1972- ), écrivaine
- Michel Barrette (1957- ), comédien
- Jacques Coutu (1927- ), architecte
- Hélène Beck (1930- ), peintre
- Guy Bélanger (1942- ), homme politique
- Léonidas Bélanger (1913-1986), historien
- Éric Bernier (1965- ), acteur
- Ulric Blackburn (1926-1999), homme politique
- Alain Bouchard ( - ), homme d'affaires
- Charles Bouchard, général de l'Aviation royale du Canada
- Patrick Bouchard (1974- ), animateur
- Russel Bouchard (1948- ), historien
- Marie-Joanne Boucher (1975- ), comédienne
- Hélène Bourgeois Leclerc (1974- ), comédienne
- Alexandre Cloutier (1977- ), homme politique
- Guy Cloutier (1940- ), producteur
- Richard Comeau (1960- ), monteur
- Guy Corneau (1951- ), psychanalyste
- Jacques Côté (1944- ), homme politique
- Paul-Marie Côté (1921-1969), architecte
- Luc Dufour (1963- ) joueur de hockey sur glace
- Yves Duhaime (1939- ), homme politique
- Jeff Fillion ( - ), animateur de radio
- Benoît Gagnon ( - ), animateur télé et radio
- Sylvain Gaudreault (1970- ), homme politique
- Rosaire Gauthier (1908-1992), homme politique
- Marc Gagnon (1975- ), patineur de vitesse
- Christian Genest (1957- ), chercheur en statistique
- Pierre Gobeil (1953- ), écrivain
- Joseph-Dominique Guay (1866-1925), journaliste, homme d'affaires et politique
- Michel Guimond (1953- ), homme politique
- André Harvey, homme politique
- Luc Harvey (1964- ), homme d'affaires et politique
- Mario Jean (1965- ), humoriste, comédien
- Michel Jobin (1968- ), auteur, informaticien
- John Kricfalusi (1955- ), animateur (dessin)
- Véronique Lacroix (1963- ), musicienne
- Pauline Lapointe (1950- 2010 ), comédienne
- Albert Larouche (1925- ), réalisateur à Radio Canada CBJ, historien
- Isabelle Larouche (1968- ), auteure
- Carl Larouche ( 1958- ) journaliste sportif
- Guy Latraverse (1939- ), producteur
- Patrick Nicol (1964- ), écrivain
- Jean Pagé (1946-2019), journaliste sportif
- Yvon Pedneault (1946- ), journaliste sportif
- Jean Pelletier (1935- 2009 ), journaliste, politicien, maire de Québec
- Sarah Perreault (1962- ), femme politique
- Alphonse Piché (1917-1998), poète
- Louise Portal (1950- ), chanteuse, comédienne
- Claude Quenneville (1949- ), journaliste sportif
- Bertrand Raymond (1943- ), journaliste sportif
- Nicole Roy-Arcelin (1941- ), femme politique
- René Simard (1961 - ), chanteur
- Serge Simard (1950- ), homme politique
- Sylvain Simard (1945- ) , homme politique
- Charles Sirois (1954- ), homme d'affaires
- John Smrke (1956- ) joueur de hockey sur glace
- Jean-Jules Soucy (1951-2022 ), artiste contemporain
- Marie Tifo (1949- ), actrice
- Allan Tremblay (1970- ), écrivain et scénariste
- Lise Tremblay (1957- ), écrivaine
- Claude Vaillancourt (1944- ), juge et homme politique
- Marc Vaillancourt (1952- ), écrivain et poète
- Georges Vézina (1887-1926), hockeyeur
- Arthur Villeneuve (1910-1990), peintre
- Martin Rodolphe Villeneuve (1970- ), cinéaste
- Guy-Philippe Wells (1969- ), auteur-compositeur-interprète
- Jacques Fortin (1961- ) 1er Président d'arrondissement
- Lison Hovington (1956- ), animatrice CJPM dans les années 80, productrice de la première édition du salon de la femme, d'expo-loisir
- Larry Tremblay, écrivain, homme de théâtre
- Pauline Gagnon, physicienne, chercheuse physique des particules

- Gérald Gallant (1950-),Tueur à gage